# USS Thornhill (DE-195)
USS Thornhill (DE-195) là một tàu hộ tống khu trục lớp Cannon từng phục vụ cùng Hải quân Hoa Kỳ trong Chiến tranh Thế giới thứ hai. Nó là chiếc tàu chiến duy nhất của Hải quân Hoa Kỳ được đặt cái tên này, theo tên Trung úy Hải quân Leonard W. Thornhill (1915-1942), phi công phục vụ cùng Liên đội Ném ngư lôi VT-2 trên tàu sân bay Lexington (CV-2), đã tử trận trong Trận chiến biển Coral vào ngày 8 tháng 5, 1942 và được truy tặng Huân chương Chữ thập Hải quân. Nó đã phục vụ cho đến khi chiến tranh kết thúc, xuất biên chế năm 1947, rồi được chuyển cho Hải quân Ý năm 1951, và tiếp tục phục vụ như là chiếc Aldebaran (F 590) cho đến năm 1976. Con tàu bị tháo dỡ sau đó.

## Thiết kế và chế tạo
Lớp Cannon có thiết kế hầu như tương tự với lớp Buckley dẫn trước; khác biệt chủ yếu là ở hệ thống động lực Kiểu DET (diesel electric tandem). Các động cơ diesel đặt nối tiếp nhau dẫn động máy phát điện để cung cấp điện năng quay trục chân vịt cho con tàu. Động cơ diesel có ưu thế về hiệu suất sử dụng nhiên liệu, giúp cho lớp Cannon cải thiện được tầm xa hoạt động, nhưng đánh đổi lấy tốc độ chậm hơn.
Vũ khí trang bị bao gồm ba pháo 3 in (76 mm)/50 cal trên tháp pháo nòng đơn có thể đối hạm hoặc phòng không, một khẩu đội pháo phòng không Bofors 40 mm nòng đôi và tám pháo phòng không Oerlikon 20 mm. Vũ khí chống ngầm bao gồm một dàn súng cối chống tàu ngầm Hedgehog Mk. 10 (có 24 nòng và mang theo 144 quả đạn); hai đường ray Mk. 9 và tám máy phóng K3 Mk. 6 để thả mìn sâu. Con tàu vẫn giữ lại ba ống phóng ngư lôi Mark 15 21 inch (533 mm). Thủy thủ đoàn đầy đủ bao gồm 15 sĩ quan và 201 thủy thủ.
Thornhill được đặt lườn tại xưởng tàu của hãng Federal Shipbuilding and Drydock Company ở Newark, New Jersey vào ngày 7 tháng 10, 1943. Nó được hạ thủy vào ngày 30 tháng 12, 1943, được đỡ đầu bởi bà J. E. Thornhill, mẹ Trung úy Thornhill, và nhập biên chế cùng Hải quân Hoa Kỳ tại Xưởng hải quân New York vào ngày 1 tháng 2, 1944 dưới quyền chỉ huy của Hạm trưởng, Đại úy Hải quân John B. Shumway.

## Lịch sử hoạt động

### USSThornhill
Thornhill khởi hành vào ngày 18 tháng 2, 1944 để tiến hành việc chạy thử máy huấn luyện tại khu vực Bermuda, rồi quay trở về New York đúng một tháng sau đó. Nó phục vụ như một tàu huấn luyện tại Norfolk, Virginia trong tháng 4, rồi quay trở lại New York vào tháng 5 để hộ tống một bộ phần của Đoàn tàu UGS-42 đi đến Norfolk. Đoàn tàu bao gồm 108 chiếc này bắt đầu hành trình vượt Đại Tây Dương để đi sang Bắc Phi khi rời Hampton Roads vào ngày 13 tháng 5 và đi đến Bizerte, Tunisia vào ngày 1 tháng 6. Thornhill khởi hành cùng một đoàn tàu vận tải khác để quay trở về New York vào ngày 29 tháng 6. Đến cuối tháng 7, nó lại tham gia thành phần hộ tống một đoàn tàu vận tải khác đi sang Bắc Phi, rồi quay trở về New York vào ngày 7 tháng 9. Trong tám tháng tiếp theo sau, nó tiếp tục hoàn tất bốn chuyến hộ tống vận tải khứ hồi vượt Đại Tây Dương sang các cảng Anh và Pháp.
Sau khi chiến tranh chấm dứt tại châu Âu, Thornhill cùng với Đội hộ tống 55 được điều động sang khu vực Mặt trận Thái Bình Dương. Họ lên đường vào ngày 9 tháng 6, 1945, tiến hành huấn luyện ôn tập tại khu vực vịnh Guantánamo, Cuba trước khi băng qua kênh đào Panama, có một chặng dừng ngắn tại San Diego, California vào ngày 9 tháng 7 trước khi tiếp tục hành trình, và đi đến Trân Châu Cảng vào ngày 20 tháng 7. Con tàu được bảo trì và huấn luyện trước khi cùng với Đội hộ tống 55 rời khu vực quần đảo Hawaii vào ngày 8 tháng 8 để hộ tống cho chiếc SS Empress of Australia đi sang đảo Eniwetok thuộc quần đảo Marshall. Lúc đang trên đường đi, nó nhận được tin tức về việc Nhật Bản đã chấp nhận đầu hàng vào ngày 15 tháng 8 giúp kết thúc cuộc xung đột.
Thornhill tiếp tục ở lại khu vực quần đảo Marshall cho đến ngày 7 tháng 12, khi nó cùng tàu chị em Wingfield lên đường quay trở lại quần đảo Hawaii, đi đến Trân Châu Cảng vào ngày 13 tháng 12. Con tàu đã phục vụ như tàu quan trắc thời tiết tại khu vực trong tháng 1, 1946, rồi khởi hành vào ngày 2 tháng 2 để quay trở về Hoa Kỳ, ghé qua San Diego trước khi đi đến Xưởng hải quân Boston vào ngày 7 tháng 3. Nó tiếp tục đi đến Green Cove Springs, Florida một tuần sau đó để chuẩn bị ngừng hoạt động, rồi được cho xuất biên chế vào ngày 17 tháng 6, 1946 và được đưa về Hạm đội Dự bị Đại Tây Dương.

### Aldebaran(F 590)

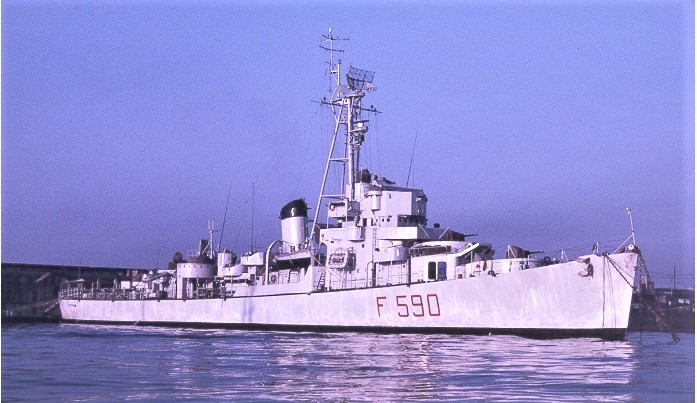
Tàu frigate Italia Aldebaran (F 590).

Con tàu được chuyển cho chính phủ Ý vào ngày 10 tháng 1, 1951 trong khuôn khổ Chương trình Viện trợ Quân sự, đồng thời rút tên khỏi danh sách Đăng bạ Hải quân Hoa Kỳ vào ngày 26 tháng 3, 1951. Nó tiếp tục phục vụ cùng Hải quân Ý như là chiếc tàu frigate Aldebaran (F 590) cho đến khi ngừng hoạt động và bị tháo dỡ vào năm 1976.

## Phần thưởng
Nguồn: Navsource Naval History
|  |  |  |
|  |  |  |

| Huân chương Chiến dịch Hoa Kỳ                 |                                                    |                                      |
| Huân chương Chiến dịch Châu Á-Thái Bình Dương | Huân chương Chiến dịch Châu Âu-Châu Phi-Trung Đông | Huân chương Chiến thắng Thế Chiến II |